# Dušan Bobek
Dušan Bobek, slovenski ekonomist, * 9. september 1931, Rogaševci, † 28. julij 2007, Maribor.

## Življenje in delo
Po diplomi na ljubljanski Ekonomski fakulteti je 1972 doktoriral na Ekonomski fakulteti v Beogradu. V letih 1949−1962 je bil zaposlen v bančništvu, od 1962 pa na Višji ekonomsko-komercialni šoli v Mariboru, od 1. julija 1971 do 31. avgusta 1971 dekan ter od 1979 prav tam redni profesor. V pedagoškem in raziskovalnem delu se je posvetil vprašanjem glede organiziranja bank in financ, kar je vsebinsko tudi zaključeno v njegovem učbeniku Organizacija in poslovanje bank (Maribor, 1966). Raziskovalne in strokovne dosežke je objavljal v strokovnih in znanstvenih revijah ter zbornikih tako doma kot tudi v tujini.